# Au pays des étoiles (album)
Albums de Chantal Goya
Le grenier aux trésors
(1997) Chantons les fables de La Fontaine
(2010)
Au pays des étoiles est le dix-septième album studio de la chanteuse Chantal Goya, sorti en 2006.
C'est le dernier album original de Chantal Goya. Certains chansons de l'album sont intégrées au spectacle Il était une fois… Marie-Rose en 2007,.
Il a été réédité en 2007 sous le nom Quand les enfants sont là et en 2013 dans le coffret L'intégrale chez Sony.

## Titres
1. Une ferme abandonnée (Jean-Jacques Debout) 2:50
2. La bouillie de Gribouilli (J.-J. Debout) 3:02
3. Bobobam (J.-J. Debout) 3:20
4. Ô Marie-Rose (J.-J. Debout) 3:26
5. Voyage au pays des étoiles (J.-J. Debout) 4:18
6. Zig et Puce (J.-J. Debout) 2:53
7. Que faire pour sauver la planète (Chantal Goya - J.-J. Debout / J.-J. Debout) 3:50
8. Le chien, le chat (J.-J. Debout) 3:08
9. Sème, sème, sème (J.-J. Debout) 2:43
10. Dans la forêt de Brocéliande  (J.-J. Debout) 3:16
11. Quand les enfants sont là (J.-J. Debout) 3:22
12. Au revoir, c'est la vie (J.-J. Debout) 3:32

## Crédits
Production : Jean-Jacques Debout